# Eperua oleifera
Eperua oleifera är en ärtväxtart som beskrevs av Adolpho Ducke. Eperua oleifera ingår i släktet Eperua och familjen ärtväxter.

## Underarter
Arten delas in i följande underarter:
- E. o. campestris
- E. o. oleifera